# کودتای ۱۹۵۸ پاکستان
کودتای ۱۹۵۸ پاکستان (انگلیسی: 1958 Pakistani coup d'état)به رویدادهای بین ۱۷ تا ۲۷ اکتبر اشاره دارد، زمانی که اسکندر میرزا، رئیس‌جمهور پاکستان، در ۱۷ اکتبر قانون اساسی را لغو و قانون مارشال را اعلام کرد و در ۲۷ اکتبر، توسط ژنرال ایوب خان، فرمانده کل ارتش پاکستان سرنگون شد. اولین کودتای نظامی پاکستان پس از یک دوره بی‌ثباتی سیاسی طولانی مدت بود که لیگ مسلمان پاکستان حزب سیاسی غالب، قادر نبود بر اساس برنامه‌ها یا سیاست‌های مشترک، کشور را اداره کند. دانشمندان علوم سیاسی به‌طور گسترده‌ای، معتقدند حساسیت یک حاکمیت نظامی به کودتا، به‌طور مستقیم با قدرت احزاب سیاسی آن کشور ارتباط دارد.

## تاریخچه
در سال ۱۹۵۶ مجلس مؤسسان پاکستان یک قانون اساسی را تصویب کرد که بر اساس آن موقعیت پاکستان به عنوان مستعمره مستقل امپراتوری بریتانیا شناخته شد و به‌دنبال آن جمهوری اسلامی پاکستان تأسیس شد و سرلشکر اسکندر میرزا، فرمانده کل نیروهای مسلح پاکستان، نخستین رئیس‌جمهور این کشور شد. با این وجود، قانون اساسی جدید با آشفتگی سیاسی در پاکستان همراه بود که چهار دوره نخست‌وزیری - چودری محمد علی، حسین شهید سهروردی، ابراهیم اسماعیل شاندریگار و سر فرسخ نون - در دوره دو ساله شاهد بود. پیش از این، ژنرال فرماندار ملک غلام محمد، اخراج نخست وزیران و اساس حکم، و بسیاری از آنها انتخاب میرزا را به عنوان دستکاری در قانون اساسی و فریب دادن ناشی از دولت‌ها دانستند. طرح ادغام واحد، استان‌های پاکستان را به دو بخش - غرب پاکستان و شرق پاکستان - از لحاظ سیاسی بحث‌برانگیز بود و ثابت می‌کرد که مدیریت آن مشکل است. جانشینی سریع نخست وزیران این دیدگاه را در داخل ارتش و مردم بارز کرد که سیاستمداران پاکستانی بیش از حد ضعیف و فاسد بودند تا بتوانند به‌طور مؤثر اداره کنند و سیستم پارلمانی ناقص بود.

## قانون مارشال
در ۷ اکتبر، پرزیدنت میرزا قانون مارشال در پاکستان را اعلام کرد. او قانون اساسی سال ۱۹۵۶ را لغو کرد، آن را «غیرقابل اجرا» و پر از «سازش‌های خطرناک» نامید. او دولت سر فروز خان نون، مجلس ملی پاکستان و مجالس استان را منحل کرد. میرزا همچنین تمامی احزاب سیاسی را ممنوع اعلام کرد. او ژنرال ایوب خان را به‌عنوان فرمانده کل ارتش پاکستان و نخست‌وزیر دولت قانون مارشال منصوب کرد.

## برکناری میرزا
در ۲۷ اکتبر، اسکندر میرزا از ریاست جمهوری استعفا داد و آن را به ایوب خان منتقل کرد. این دو نفر یکدیگر را به عنوان رقیب برای موقعیت‌های خود می‌دیدند. میرزا معتقد بود که پس از اینکه ایوب خان اکثریت اجرایی را به عنوان رئیس ارتش و مقام نخست‌وزیری بر عهده گرفت، او موضع خود را از دست داد و اقدام به تسلیم شدن کرد، یعنی که ایوب خان میرزا علیه وی توطئه کرده بود. به‌طور گسترده‌ای ادعا شده است که ایوب خان و ژنرال وفادار به وی میرزا را مجبور به استعفا کرد. میرزا بعدها به کویته، پایتخت استان بلوچستان منتقل شد. سپس در ۲۷ نوامبر به لندن، انگلستان تبعید شد، جایی که تا زمان مرگش در سال ۱۹۶۹ در آنجا اقامت داشت.